# Llista de rius de la Ribera Alta
Llista de rius, rambles i barrancs a la comarca de la Ribera Alta, al País Valencià.
| Nom                  | Tipus   | Conca  | Superfície conca | Longitud | Cabal      | Naixement                                        | Naixement                                              | Desembocadura                  | Desembocadura                                          | Foto |
| Nom                  | Tipus   | Conca  | Superfície conca | Longitud | Cabal      | Lloc                                             | Coord.                                                 | Lloc                           | Coord.                                                 |      |
| -------------------- | ------- | ------ | ---------------- | -------- | ---------- | ------------------------------------------------ | ------------------------------------------------------ | ------------------------------ | ------------------------------------------------------ | ---- |
| Xúquer               | riu     |        | 42.756 km²       | 509 km   | 49,22 m³/s | Montes Universales (Ojos de Valdeminguete)       | 40° 23′ 28″ N, 1° 50′ 30″ O / 40.3912°N,1.8417°O       | mar Mediterrània (Cullera)     | 39° 09′ 04″ N, 0° 14′ 11″ O / 39.1511°N,0.2363°O       |      |
| Escalona             | riu     | Xúquer |                  |          |            | Assut dels Moros (Bicorb)                        | 39° 06′ 32″ N, 0° 51′ 11″ O / 39.1089831°N,0.8530559°O | riu Xúquer (emb. de Tous)      | 39° 08′ 16″ N, 0° 41′ 07″ O / 39.1377344°N,0.6853512°O |      |
| Sellent              | riu     | Xúquer |                  |          |            | Massís del Caroig (Bolbait)                      | 39° 02′ 16″ N, 0° 47′ 32″ O / 39.037841°N,0.7921262°O  | riu Xúquer (Càrcer - Cotes)    | 39° 04′ 33″ N, 0° 34′ 50″ O / 39.0759549°N,0.5805776°O |      |
| Albaida              | riu     | Xúquer |                  | 52,3 km  |            | Port d'Albaida (Atzeneta d'Albaida)              | 38° 48′ 28″ N, 0° 27′ 47″ O / 38.8078502°N,0.4629521°O | riu Xúquer (Castelló)          | 39° 05′ 30″ N, 0° 31′ 56″ O / 39.0917952°N,0.5323392°O |      |
| la Casella           | barranc | Xúquer |                  |          |            | Serra de les Agulles (Benifairó de la Valldigna) | 39° 05′ 18″ N, 0° 18′ 06″ O / 39.088444°N,0.3016269°O  | riu Xúquer (Alzira)            | 39° 08′ 56″ N, 0° 26′ 41″ O / 39.1489257°N,0.4446288°O |      |
| Barxeta (o del Pinar | barranc | Xúquer |                  |          |            | el Realenc (Xàtiva)                              | 39° 02′ 33″ N, 0° 23′ 41″ O / 39.0425352°N,0.394828°O  | barranc de la Casella (Alzira) | 39° 08′ 48″ N, 0° 26′ 29″ O / 39.1466199°N,0.4414982°O |      |
| Verd (o dels Ulls)   | riu     | Xúquer |                  |          |            | Ullals del riu Verd (Benimodo)                   | 39° 08′ 46″ N, 0° 31′ 54″ O / 39.1459847°N,0.5316722°O | riu Xúquer (Alzira)            | 39° 10′ 03″ N, 0° 26′ 14″ O / 39.1674545°N,0.4371983°O |      |
| Magre                | riu     | Xúquer | 1.543,7 km²      | 130 km   |            | Utiel                                            | 39° 34′ 06″ N, 1° 13′ 23″ O / 39.5683878°N,1.2230957°O | riu Xúquer (Algemesí)          | 39° 11′ 08″ N, 0° 24′ 45″ O / 39.1855881°N,0.4124034°O |      |
| Bunyol               | riu     | Xúquer |                  |          |            | Bunyol                                           | 39° 25′ 05″ N, 0° 47′ 56″ O / 39.4180896°N,0.7989984°O | riu Magre (Torís)              | 39° 21′ 32″ N, 0° 43′ 41″ O / 39.3589459°N,0.7279789°O |      |
| la Teixera           | barranc | Xúquer |                  |          |            | Torís                                            |                                                        | riu Magre (Torís)              | 39° 21′ 15″ N, 0° 40′ 06″ O / 39.3540846°N,0.6682679°O |      |
| l'Algóder (o Alturi) | barranc | Xúquer |                  |          |            | Serra de l'Ave (Dosaigües)                       |                                                        | riu Magre (Real)               | 39° 20′ 04″ N, 0° 35′ 56″ O / 39.3345406°N,0.5989641°O |      |